# サラ・ドゥテルテ
サラ・ジマーマン・ドゥテルテ＝カルピオ（Sara Zimmerman Duterte-Carpio、旧名: サラ・ビセンタ・ジマーマン・ドゥテルテ（Sara Vicenta Zimmerman Duterte）、1978年5月31日 - ）は、フィリピンの弁護士、政治家であり、同国の現職・第15代副大統領を務めている。実父は同国の前大統領のロドリゴ・ドゥテルテ。

## 経歴・人物
1978年5月31日、ミンダナオ島のダバオにて当時検察官だったロドリゴ・ドゥテルテと客室乗務員のエリザベス・ジマーマンの元、長女（第二子）として生まれる。父方から中国系、母方からユダヤ系の血を引いている。
元々は小児科医を志望しており、ダバオのサン・ペドロ大学で学ぶ。その後、2005年にサン・セバスティアン大学にて法学を学び、2005年に卒業。2006年にはフィリピン共和国の司法試験に合格し、法曹資格を得る。
2007年にダバオ市長を務めていた父ロドリゴの下で副市長に就任。2010年のダバオ市長選挙に勝利し、女性初の市長に就任。2013年の市長選には父が再登板し、自身は下院議員に立候補してほしいと願う父の依頼を断り、一旦政界から降りた。2016年にダバオ市長に再登板し、実弟のセバスチャン・ジマーマン・ドゥテルテを副市長に任命し、同年6月20日に揃って就任宣誓を執り行った。
サラの政治家としての実績から、ロドリゴの任期満了に伴って執行される予定の2022年フィリピン大統領選挙への出馬を期待する声が高まっていたが、2021年11月13日に、大統領選挙への立候補を取りやめて副大統領選挙に立候補し、大統領選候補者でフェルディナンド・マルコス元大統領の息子のボンボン・マルコスと連携することを発表した。
2022年9月22日、来たる27日に実施予定の故安倍晋三国葬儀にサラ・ドゥテルテ副大統領兼教育大臣がフィリピン代表として参列することが、日本国外務省により発表された。

## 副大統領としての政策
ロドリゴのようにポプリスタ（ポピュリズムとも、フィリピンはスペイン植民地時代もあった為、スペイン語での翻訳となるが、一般にはポピュリズム及びポピュリストである）では無く、穏健的な政治家とされ、開明的であると評価されている。
副大統領初日には、各市に副大統領官邸のサテライトオフィスを設立した他、2022年8月3日には運輸省と協力して副大統領府の「リブレン・サカイ・プログラム」（無料乗車プログラム）を立上げ、ピーク時間帯の道路混雑を緩和する取り組みとして無料乗車を提供し、同省から贈られたバス5台を運行してマニラ首都圏に2台、ダバオに各1台を整備した。また教育改革の実践として、教師が仕事以外のことで負担をかけないようにするため、2023年3月に教師が授業時間中にボランティア活動や課外活動に参加することを禁止する省令に署名した。また、ロドリゴが容共的な姿勢に対し、サラは反共主義的な思想を持つ。2023年5月、『共産主義勢力との武力衝突を終わらせる国家タスクフォース』(NTF-ELCAC)の共同副議長に任命された後、共産主義反政府勢力に警告を発し、反政府勢力による「いわゆる持久戦」は終わらせなければならないと述べた。
2022年から23年にかけての副大統領室と教育省の機密費が総額7億7500万ペソに膨れ上がったことから2023年より批判の的となり、マルコスが副大統領の機密費を削減したことをきっかけに、2024年に入ってマルコス家とドゥテルテ家の蜜月期は終わりを迎え、関係が急速に悪化。6月19日には兼任する教育大臣と、NTF-ELCACの共同議長を辞任して閣外に出たことで両家の政治的な対立はいよいよ隠せなくなり、特にマルコスのいとこで側近のマーティン・ロムアルデスが議長を務める下院議会での庇護は望めなくなった。9月19日には下院の行政規律・説明責任委員会の求めに応じて出席し、2025年の副大統領予算として前年より1億5200万ペソも多い約20億3700万ペソを要求したことが問題視されたがサラは立法調査を超えた組織的攻撃であると反発。下院は7億ペソに削減する勧告を行ったが、予算要求の根拠が不十分であるなら全部不承認にせよと開き直りの発言を行った。
下院にて弾劾の危機に直面したサラは11月23日未明に記者会見を行い、自分が暗殺計画の対象にされていると主張し、もし自分が死んだ場合は雇った殺し屋がマルコスと夫人のルイーズ・アラネタ・マルコス、それにロムアルデスを殺害すると発言。その数時間後に大統領府広報室はマルコスの警護司令部に対し、早急に適切な対応を取るよう求めたと発表した。当のマルコスは11月25日、この脅迫を軽視するつもりはないと表明し、警察は捜査を開始。警察当局は11月27日にサラらを暴行や公務執行妨害などの容疑で検察に告発した。一方でマルコスは、サラの弾劾には時間と手間がかかることを理由に、時間の無駄だと否定的な考えを示したものの、12月2日には市民団体や元政府高官らで作る市民グループがサラに対し、適正が欠けていることを理由に副大統領弾劾訴追の申し立てを行った。11月29日に国家捜査局より要請されていた出頭はサラ側の都合で延期され、12月11日の出頭命令にも応じず報道陣を集め感謝祭のパーティーを開催し波紋を呼んだ。
2025年2月5日、下院はサラの弾劾訴追案を議員306人中215人の賛成により承認した。6月10日には弾劾訴追の法廷が上院に設置され開廷したが、審理は即日下院に差し戻され、弾劾訴追が合憲であるかを確認するよう要求した。7月25日、最高裁は弾劾訴追を違憲だと判断した。「同一人物に対して1年間に2回以上の弾劾手続きを始めることはできない」との憲法規定に違反していると全会一致で判断した。8月6日、上院はサラに対する弾劾訴追の凍結を賛成多数で決定した。弾劾裁判所は活動停止となり、サラは罷免される可能性がなくなった。

## 家族
サン・ペドロ大学在学時代に知り合ったマナセ・カルピオと2007年に結婚している。実子である男子2人と、1人の養女がいる。